# Ockratofsad tangara
Ockratofsad tangara (Tachyphonus surinamus) är en fågel i familjen tangaror inom ordningen tättingar.

## Utseende och läte
Hane pckratofsad tangara är helsvart med orangefärgade flanker, vita tofsar kring vingen och gult eller orange på hjässa och övergump. Honan är olivgul med grå hjässa och vit eller gulaktig strupe. Vissa honor har en bruten gul ring runt ögat. 

## Utbredning och systematik
Ockratofsad tangara förekommer i Sydamerika från östra Colombia söderut till Peru och Brasilien. Den delas in i fyra underarter med följande ubredning:
- Tachyphonus surinamus surinamus – förekommer i östra och södra Venezuela, Guyanaregionen och Brasilien norr om Amazonfloden
- Tachyphonus surinamus brevipes – förekommer från östra Colombia till södra Venezuela, nordvästra Brasilien, östra Ecuador och nordöstra Peru
- Tachyphonus surinamus napensis – förekommer i tropiska östra Peru (söder om Amazonfloden) och nordvästra Brasilien
- Tachyphonus surinamus insignis – förekommer i norra Brasilien söder om Amazonfloden (från nedre Rio Madeira till Pará)

### Släktestillhörighet
Arten placeras traditionellt i Tachyphonus. Genetiska studier visar att arterna inte är varandras närmaste släktingar. Vissa taxonomiska auktoriteter, som Birdlife International, placerar därför ockratofsad tangara i det egna släktet Maschalethraupis.

## Levnadssätt
Ockratofsad tangara är en ovanligt förekommande fågel i regnskog i låglänta områden och förberg. Den påträffas vanligen i par, födosökande lågt till medelhögt, ofta tillsammans med kringvandrande artblandade flockar.

## Status och hot
Arten har ett stort utbredningsområde, men tros minska i antal, dock inte tillräckligt kraftigt för att den ska betraktas som hotad. Internationella naturvårdsunionen IUCN listar arten som livskraftig (LC).